# バハラーム7世
バハラーム7世（Bahram VII, Wahrām）は、サーサーン帝国の最後のシャーハーンシャーであるヤズデギルド3世の息子。651年のメルヴでの父親の死後、バハラームはサーサーン帝国の貴族とともに唐に逃げ、そこで彼と彼の兄弟ペーローズ3世は唐皇帝高宗にアラブとの戦いで支援するように頼んだ。バハラームは、占領されたイランの領土をアラブ人から奪還しようと繰り返したが、成功しなかった。
中国の史料に記載がある「阿羅憾」をバハラーム7世と同一人物であるとする主張がある。中国の学者によると、唐乾陵にある石像のうち、ペーローズ3世の像のほかにも「波斯大首領南昧」の像があり、南昧と阿羅憾は同一人物とみるべきだという。
パフラヴィー文学のWahrām-ī-Warȷā̌wandは、バハラーム7世を指している可能性がある。
バハラームは710年に河南府（洛陽）で亡くなった。
中国の史料によれば、阿羅憾は俱羅（「ホスロー」の中国語名）という名前の息子をもうけており、俱羅はバハラーム7世によるペルシア反攻を続けた。 しかし、俱羅のペルシア反攻は最初こそ成功したものの、最終的には撃退された。彼はおそらくタバリーが言及したホスローと同一人物である。